# Antoni Karwowski
Antoni Karwowski, född den 14 april 1948, är en polsk abstrakt målare och performance-konstnär.
Antoni Karwowski studerade vid konstnärliga fakulteten vid Toruńs universitet, där han utvecklade sin talang och blev en professionell performance-konstnär . Tidigt på 1980-talet startade han tillsammans med Zbigniew Oleszynski grupp “A”, som realiserade flera föreställningsprojekt i Polen .  Sedan 2003 organiserar Antoni den internationella Performance- & Intermediafestivalen i Szczecin.
Genom hela karriären har Antoni Karwowski skapat sin egen stil. En konstkritiker från Berlin har beskrivit den på följande sätt: 
| ”                        | ...Från hans bilder kommer färgstarkt ljus, som är skapat av perfektionism i hans ateljé. Metafor för detta ljus är magi, drömlik mening till bildliga element i hans konst. Kraften av hans målningar, bortsett från belysande färger, kommer från rikedomen av symboliska meningar och ett visst flerskikt då Antonis konst fyller så mycket mer än en enkel, dekorativ funktion. | „ |
| – Berliner Zeitung, 2005 | |   |

2005 fick Antoni Karwowski i uppdrag att skapa en 53 meter lång väggpanel på en strålningsterapiklinik i Dortmund.

## Verk

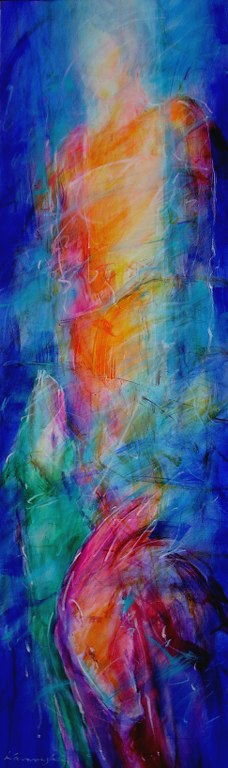
"Walking the dogs" av Antoni Karwowski.

### Konstutställningar
- 2010 – "Gallerie Anders"-Lünen (Tyskland)
- 2007 – "Gallerie Anders"-Lünen (Tyskland)
- 2007 - "ZERO Gallery"- Berlin (Tyskland)
- 2006 - Museum of Art - Santa Fe (Argentina)
- 2006 - Museum Contemporary Art – Neapel (Italien)
- 2005 - "Galerie automatique", Berlin-Strasbourg
- 2005 - Art Platform, Tel-Aviv (Israel)
- 2005 - Polish Art Fair 2005, Poznan (Polen)
- 2004 – Project "MOTION"- Berlin (Tyskland)
- 2003 - V International Baltic Biennial – Szczecin (Polen)
- 2002 - Berliner Landtag – Berlin (Tyskland)
- 2002 - "Distanz 777” - 68elf gallery – Köln (Tyskland)
- 2001 - Europäisches Kulturzentrum, Köln (Tyskland)
- 2001 – “Kunst am limit” -"Pussy Galore"- Berlin (Tyskland)
- 2001 - "RAUMTRIEB 2001", art festival – Berlin (Tyskland)
- 2001 – Wystawa malarstwa,„Reimus gallery" Essen (Tyskland)
- 1999 - Ostholstein Museum – Eutin (Tyskland)
- 1999 - Galerie am Domplatz – Münster (Tyskland)
- 1999 - National Museum in Szczecin (Polen)
- 1996 – “Forum Ost – West” – Bergisch Gladbach (Tyskland)
- 1994 - "Gallerie Anders" - Lünen (Tyskland)
- 1994 - „Forum Gallery" – Leverkusen (Tyskland)
- 1993 – “Cztery Zywioly” – Museum, Greifswald (Tyskland)
- 1992 - "Gaia Cztery Sezony" - Gerlesborg (Sverige)
- 1992 - Municipal Gallery - Nakskov (Danmark)
- 1990 - "En Garde Gallery" - Århus (Danmark)
- 1988 - "Fine Art Gallery" - Trollhättan (Sverige)
- 1988 - XV Festival of Polish Contemporary Art - Szczecin (Polen)
- 1987 - "Bridge West & East" - Antwerpen (Belgien)
- 1985 - "Några Målare" - Vänersborg (Sverige)

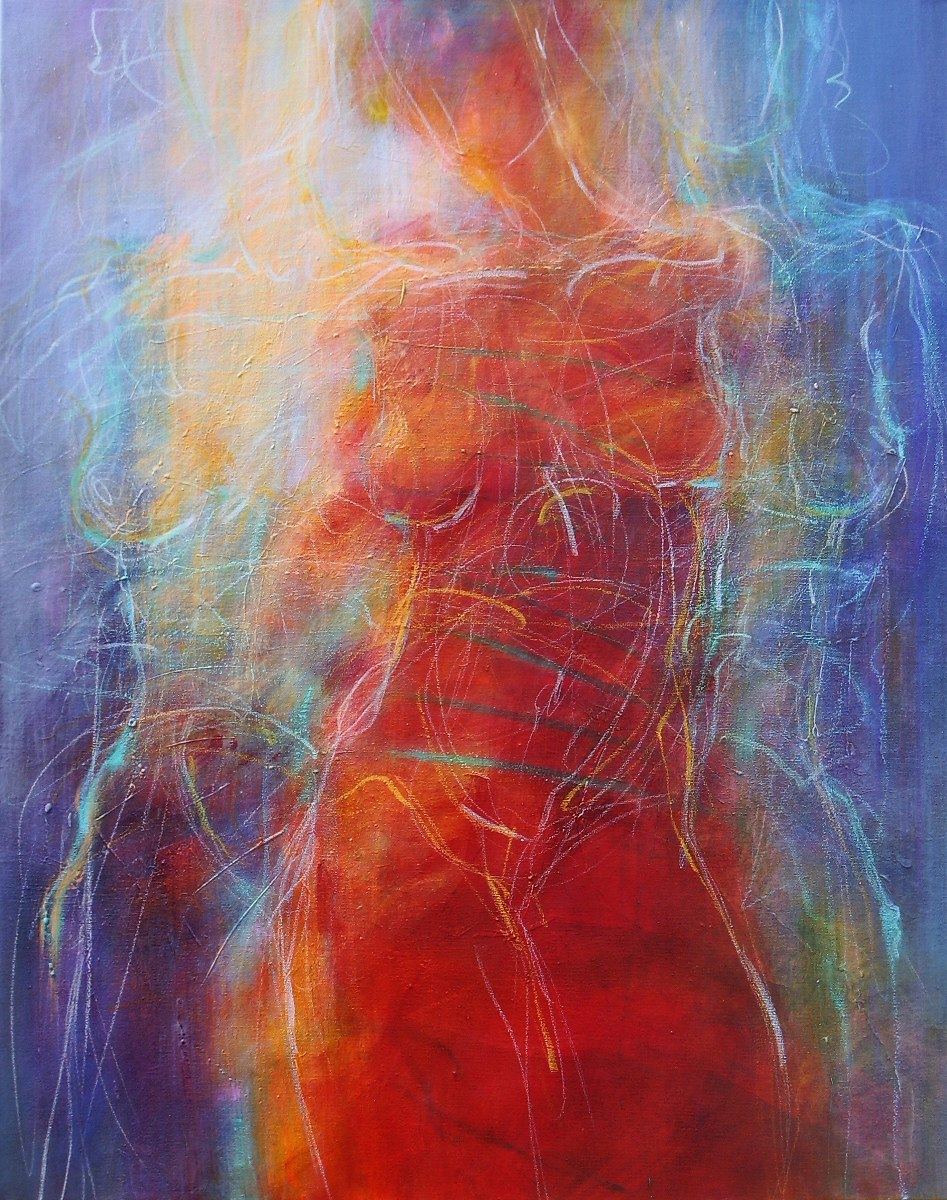
Act 2, målning av Antoni Karwowski.

- 1981 – “Palacyk” - Wroclaw (Polen)

### Performance
- 2010 - "My Tram", Szczecin (Polen)[4]
- 2010 - "Extension Series 2", Grim Museum 2, Berlin (Tyskland)
- 2005 - "Reading White Books ", Tel Aviv (Israel)
- 2001 - "Salz arm", Berlin  (Tyskland)
- 1998 - “Sentimental trip on east" - Moltkerei Werkstatt, Cologne  (Tyskland)
- 1998 - "Middle ages anatomy" & "Gilgamesz – Enkind’s Dream” - Ermelerspeicher Gallery, Schwedt, (Tyskland)
- 1993 - "The Last Breath of Aborigine” – Gerlesborg  (Sverige)
- 1981 - "Koncert na Kaprala i grzalke" Teatr Otwarty "Kalambur" – Wroclaw  (Polen)
- 1980 – Public Space Action ”My Tram” –Torun (Polen)